# ك
La kāf (en árabe ﻛﺎﻑ, kāf [kaːf]) es la vigesimosegunda letra del alfabeto árabe. Representa un sonido obstruyente, oclusivo, velar y sordo, /k/. En la numeración abyad tiene el valor de 20.

## Escritura
Hay tres variantes de la letra:
- la forma básica se utiliza para el idioma árabe y muchos otros idiomas y es típica del estilo de caligrafía nasji:

| Posición | Aislada | Final | Media | Inicial |
| -------- | ------- | ----- | ----- | ------- |
| Forma:   | ك       | ـك    | ـكـ   | كـ      |

- la forma barrada, en particular al-kāf al-mashkūlah o al-kāf al-mashqūqah,[3] es la forma del estilo de caligrafía nastaliq y aparece predominantemente en la escritura persa, así como también es una forma alternativa y válida de la versión anterior en todas las formas de árabe. Tiene un uso particular en la lengua sindhi de Pakistán donde representa el sonido /kʰ/ aspirado y se llama keheh.

| Posición | Aislada | Final | Media | Inicial |
| -------- | ------- | ----- | ----- | ------- |
| Forma:   | ک       | ـک    | ـکـ   | کـ      |

- la variante larga en forma de s, al-kāf al-mabsūṭah (ڪ),[3] que se utiliza en textos árabes y en la calirafía zuluz y cúfica. Es una letra separada en el idioma sindhi de Pakistán, donde representa la /k/ no aspirada.

| Posición | Aislada | Final | Media | Inicial |
| -------- | ------- | ----- | ----- | ------- |
| Forma:   | ڪ       | ـڪ    | ـڪـ   | ڪـ      |

En variedades de árabe, kāf se pronuncia casi universalmente como la oclusiva velar sorda /k/ , pero en las zonas rurales palestinas e iraquíes, se pronuncia como una africada postalveolar sorda [t͡ʃ].

## Uso

### Como afijo

#### Prefijo
En árabe, kāf, cuando se usa como prefijo كَـ ka, funciona como preposición comparativa ( أداة التشبيه , como مِثْل /miθl/ o شَبَه /ʃabah/) y puede tener el significado de "como" "como si". Por ejemplo, كَطَائِر ( /katˤaːʔir/), significa "como un pájaro" o "como si fuera un pájaro" y se junta con ذٰلِك /ðaːlik/ "esto, aquello" forma la expresión fija كَذٰلِك /kaðaːlik/ "así, de esa manera".

#### Sufijo posesivo
Al final de una palabra, kāf se usa como sufijo posesivo para sustantivos en segunda persona del singular (el femenino kāf-kasrah كِ , /ki/ y  el masculino kāf-fatḥah كَ /ka/); por ejemplo, كِتَاب kitāb ("libro") se convierte en كِتَابُكَ kitābuka ("tu libro", donde la persona a la que se habla es masculino) كِتَابُكِ kitābuki ("tu libro", donde la persona a la que se habla es femenina). Al final de las oraciones y, a menudo, en las conversaciones, se suprime la vocal final y, por tanto, كِتَابُك kitābuk ("tu libro"). Sin embargo, en varias variedades de árabe vernáculo, el kāf sin harakat es el posesivo estándar en segunda persona, mientras el harakah del árabe literario es  desplazado a la letra antes del kāf : por lo tanto, el "tu libro" masculino en estas variedades es كِتَابَك kitābak y el "tu libro" femenino كِتَابِك kitābik.

## Transliteración
Suele ser transliterada como k de forma universal. Por ejemplo se translitera  «kitab», (en árabe کِتاب), que significa libro en árabe. Ocasionalmente se puede transcribir c, por sobre todo en apellidos u nombres, como lo son por ejemplo: «Casale» (en árabe کَسلە, arabizi: Kasale).